# S.E.S.의 음반 외 목록
다음은 대한민국의 3인조 걸 그룹 S.E.S.의 음반과 기타 발매 목록이다.
국내에서는 1997년 11월 28일 데뷔때부터 2002년 12월 19일 해체, 2017년 1월 데뷔 20주년 기념 스페셜 앨범 발매까지 총 5년간의 활동 기간 동안 총 5장의 정규 음반, 총 3장의 스페셜 음반, 총 1장의 싱글 음반, 총 9장의 음반을 발매하였다.
음반 외에도 총 2장의 영상집, 총 1장의 단독 콘서트 실황 영상집, 총 2장의 사진집을 발매하였고 총 14편의 뮤직 비디오를 발표하였다.
국내외에 일본, 대만, 중국등의 아시아권에도 진출 아시아 대표 걸 그룹으로 활약하며 다수의 음반을 발매하였다.
일본 현지에 진출하여 총 2년 3개월의 활동 기간 동안 2장의 정규 음반, 9장의 싱글 음반, 1장의 베스트 음반, 총 12장의 음반을 발매하였다. 일본 활동을 마친 이후에는 총 3장의 베스트 음반, 한국에서 발매한 총 5장의 정규 음반을 라이센스로 발매하였다.
음반 외에도 총 2장의 DVD 영상집을 발매하였다.
대만에서는 일본 활동처럼 현지 작곡가들의 곡을 받아 발표하는 형식이 아닌 한국과 일본에서 발매한 음반등을 레코드사를 통해 배급하여 발매하였다.
그외 중국, 홍콩, 싱가포르 등 여러 아시아 국가에서도 음반을 발매하였다.

## 대한민국 발매 음반

### 정규, 스페셜, 싱글
- 음반 판매량 출처는 신나라 레코드, 한국음반산업협회, 한터정보시스템이다.

| 발매일           | 분류          | 앨범명                  | 형태  | 유통사                                                               | 판매량    | 비고 |
| ---------------- | ------------- | ----------------------- | ----- | -------------------------------------------------------------------- | --------- | --- |
| 1997년 11월 23일 | 정규 1집      | SES                     | CD+MC | 서라벌 뮤직 (초판) 삼성뮤직 (초판) 킹레코드 (초판) 신나라뮤직 (재판) | 600,000장 | 걸그룹 최초로 단일 앨범 60만장 돌파 걸그룹 최초 데뷔 앨범 60만장 돌파 걸그룹 역사상 데뷔 앨범 최다 판매량(24년 10개월 기록 유지) 1998년 신나라 레코드 연간 차트 9위              |
| 1998년 11월 23일 | 정규 2집      | S.E.S.2                 | CD+MC | 신나라뮤직                                                           | 651,330장 | 1998년 한국음반협회 연간 차트 21위 걸그룹 최초 2연속 60만장 돌파 |
| 1999년 10월 29일 | 정규 3집      | Love                    | CD+MC | 와와 엔터테인먼트 (초판) IK-Pop (재판)                               | 760,475장 | 1999년 신나라 레코드 연간 차트 4위 걸그룹 최초 3연속 60만장 돌파 걸그룹 역사상 최단 기간 최다 음반 판매 1위(21년간 기록 유지) 걸그룹 역사상 최다 음반 판매 1위(21년간 기록 유지) |
| 2000년 12월 23일 | 정규 4집      | A Letter From Greenland | CD+MC | IK-Pop                                                               | 635,713장 | 걸그룹 최초 4연속 60만장 돌파 |
| 2001년 7월 11일  | 스페셜 4.5집  | Surprise                | CD+MC | IK-Pop                                                               | 357,986장 | 2001년 한국음반산업협회 연간 차트 16위 |
| 2002년 2월 14일  | 정규 5집      | Choose My Life-U        | CD+MC | IK-Pop                                                               | 406,528장 | 2002년 한국음반산업협회 연간 차트 11위 |
| 2002년 8월 28일  | 싱글 Remix    | S.E.S. Remixed          | CD+MC | IK-Pop                                                               | -         | - |
| 2002년 11월 21일 | 스페셜 5.5집  | FRIEND                  | CD+MC | IK-Pop                                                               | 94,654장  | 2002년 한국음반산업협회 연간 차트 66위 |
| 2017년 1월 2일   | 20주년 스페셜 | REMEMBER                | CD    | KT 뮤직                                                              | 6,373장   | 걸그룹 최초로 20주년 앨범 발매 2017년 1월 가온 월간 차트 22위 |

### 참여 음반

#### 프로젝트 음반
- 1999년 12월 15일 : Christmas In SMTOWN - M1. Jingle Bell / M9. Snow in Eyes / M10. Snow Christmas (Remix)
- 2000년 12월 8일 : Winter Vacation In SMTOWN.com - M1. 창밖을 봐요 / M3. Let It Snow / Santa Caus Is Comin' to Town
- 2001년 4월 : 수호천사 - M1. Ghetto Style
- 2001년 10월 31일 : The Gift - DISC2/M2. 내 발을 씻기신 예수 / DISC3/M1. 내 구주 예수님
- 2001년 12월 4일 : 2001 Winter Vacation In SMTOWN.com - M1. Angel Eyes / M5. The First Noel / M12. Love Christmas
- 2002년 6월 12일 : Summer Vacation In SMTOWN.com - M3. Summer Vacation / M4. Brand-new Weekend / M15. Just a Feeling (New Generation Remix)
- 2002년 12월 1일 : 2002 Winter Vacation In SMTOWN.com - DISC2/M3. 주기도문

#### 피처링
- 1999년 4월 14일 : 신화 2집《T.O.P.》- M2. Yo! (악동보고서) (Feat.바다)
- 2002년 5월 11일 : 비 1집《나쁜 남자》- M8. 너처럼 (Feat.바다)
- 2002년 6월 12일 : V6 일본 싱글 《Feel your breeze／One》- M2. One / M3. Let's sing a Song / M4. One / M5. Let's sing a Song (Feat.슈)
- 2002년 6월 12일 : V6 한국 싱글 《One》- M1. One / M2. Let's sing a Song / M4. One (Eng ver) / M5. Let's sing a Song (Eng ver) (Feat.슈)

## 일본 발매 음반

### 정규, 싱글, 베스트
- 순위 및 음반 판매량 출처는 일본 오리콘 차트이다.

| 분류        | 앨범명                                 | 발매일           | 최고 순위 | 판매량   | 타이업                                                              |
| ----------- | -------------------------------------- | ---------------- | --------- | -------- | ------------------------------------------------------------------- |
| 싱글 1집    | めぐりあう世界                         | 1998년 10월 21일 | 37위      | 13,780장 | NTV 「빙글빙글 나인T나인」엔딩 테마                                 |
| 싱글 Remix  | I'm your Girl                          | 1998년 12월 10일 | 82위      | 3,090장  |                                                                     |
| 싱글 2집    | 夢をかさねて                           | 1999년 2월 21일  | 83위      | 2,470장  | 후지TV 「상쾌! 히데타민」엔딩 테마                                  |
| 정규 1집    | REACH OUT                              | 1999년 3월 10일  | 50위      | 10,290장 |                                                                     |
| 싱글 3집    | (愛)という名の誇り                     | 1999년 6월 23일  | 60위      | 8,930장  | 후지TV 「사랑보이 사랑걸」엔딩 테마                                 |
| 싱글 4집    | T.O.P (Twinkling of Paradise)          | 1999년 10월 27일 | 56위      | 4,840장  |                                                                     |
| 싱글 5집    | Sign of Love/Miracle                   | 1999년 12월 8일  | 78위      | 3,280장  | NTV 「제78회 전국 고교축구 대회」이미지송 NTV 「오쟈맘보」엔딩 테마 |
| 베스트      | Prime -S.E.S The Best-                 | 2000년 3월 15일  | 64위      | 3,750장  |                                                                     |
| 싱글 6집    | Love ~いつまでもオンジェ·カジナ~       | 2000년 4월 21일  | 100위     | 2,030장  | NTV 「주간 스토리랜드」엔딩 테마                                    |
| 정규 2집    | Be Ever Wonderful                      | 2000년 5월 24일  | 93위      | 2,860장  |                                                                     |
| 싱글 O.S.T. | 海のオーロラ                           | 2000년 7월 21일  | 진입 실패 |          | 애니메이션 「바다의 오로라」주제곡                                  |
| 싱글 7집    | Lovin' You (S.E.S.의 노래)             | 2000년 8월 2일   | 진입 실패 |          | NTV 「주간 스토리랜드」엔딩 테마                                    |
| 베스트      | HERE & THERE - S.E.S Single Collection | 2001년 3월 16일  | 진입 실패 |          |                                                                     |
| 베스트      | S.E.S. BEST                            | 2002년 7월 10일  | 진입 실패 |          |                                                                     |
| 베스트      | BEAUTIFUL SONGS                        | 2003년 6월 25일  | 진입 실패 |          |                                                                     |

### 한국 라이센스 및 DVD
| 발매일          | 분류          | 앨범명                  | 레이블 |
| --------------- | ------------- | ----------------------- | ------ |
| 2000년 8월 23일 | DVD           | S.E.S VIDEO CLIPS       | VAP    |
| 2001년 6월 13일 | 한국 정규 4집 | A Letter From Greenland | Avex   |
| 2001년 8월 22일 | 한국 정규 1집 | S.E.S. 1                | Avex   |
| 2001년 8월 22일 | 한국 정규 2집 | S.E.S. 2                | Avex   |
| 2001년 8월 22일 | 한국 정규 3집 | S.E.S. 3 Love           | Avex   |
| 2002년 5월 2일  | 한국 정규 5집 | Choose My Life-U        | Avex   |
| 2003년 6월 25일 | DVD           | BRILLIANT CLIPS         | Avex   |

## 대만 발매 음반
- 첫 한국어 음반이 20만 장 이상의 판매고를 올렸고 첫 일본 싱글은 5만 장 이상의 판매고를 올렸다. 일본 음반 Reach Out은 아시아 음반 주간 차트 1위 및 대만 케이블 방송사 삼립TV의 음악 순위 프로그램 音樂風雲榜(음악풍운방)에서 7주 연속 1위, 통산 11주 1위, 1999년 연간 1위를 기록하는등 뜨거운 사랑을 받았다.(J-POP의 신성 우타다 히카루의 first love를 제치고 주간 및 연간 차트에서 1위를 하는 대기록을 달성했는데, 이는 한국 걸그룹 최초의 해외 음악차트 연간 1위 기록이다.) 이후 Love와 감싸안으며도 해당 차트에서 주가 1위를 다수 기록하였다. 발매 당시 음반 유통사였던Avex Record 측으로부터 음반 판매량이 우수한 가수에게 수여되는 골든 디스크상을 수상하기도 하였다.

| 발매일           | 분류              | 앨범명                     | 레이블      |
| ---------------- | ----------------- | -------------------------- | ----------- |
| 1999년 1월 26일  | 일본 싱글 1집     | 重逢世界                   | Rock Record |
| 1999년 2월 5일   | 한국 정규 1집     | I'm Your Girl              | Rock Record |
| 1999년 3월 11일  | 일본 싱글 2집     | 堆積夢想                   | Rock Record |
| 1999년 4월 8일   | 일본 정규 1집     | REACH OUT                  | Rock Record |
| 1999년 7월 26일  | 일본 싱글 3집     | 以愛名的榮耀               | Rock Record |
| 1999년 10월 27일 | 일본 싱글 4집     | 閃亮的天堂                 | Rock Record |
| 1999년 12월 8일  | 일본 싱글 5집     | Sign of Love/Miracle       | Rock Record |
| 1999년 12월 10일 | 한국 정규 2집     | I Love You                 | Rock Record |
| 1999년 12월 10일 | 한국 정규 3집     | Love                       | Avex Record |
| 2000년 3월       | 한국 정규 3집     | Love (CD+VCD)              | Avex Record |
| 2000년 6월 16일  | 일본 정규 2집     | Be Ever Wonderful 永遠美麗 | Rock Record |
| 2000년 7월 5일   | 일본 베스트       | 豪華版日文單曲全紀錄       | Rock Record |
| 2001년 1월 3일   | 한국 정규 4집     | 來自格陵蘭的信             | Avex Record |
| 2001년 7월 20일  | 한국 스페셜 4.5집 | Surprise 驚喜              | Avex Record |
| 2001년 9월 1일   | 일본 베스트       | S.E.S Single Collection    | Winson(HK)  |
| 2002년 3월       | 한국 정규 5집     | 活出自我                   | Avex Record |
| 2002년 12월 1일  | 한국 스페셜 5.5집 | FRIEND 三人行              | Avex Record |

## 음반 외 발표 내역

### 사진집
| 발행일          | 제목             | 발행인 | 발행처        | 제작기획     |
| --------------- | ---------------- | ------ | ------------- | ------------ |
| 1999년 1월 25일 | Dreams Come True | 심문섭 | 도서출판 펭귄 | (주)스타월드 |
| 2000년 1월 5일  | With Love        | 심문섭 | 파스텔미디어  | (주)스타월드 |

### 영상집
| 발매일           | 제목             | 형태     | 유통사             |
| ---------------- | ---------------- | -------- | ------------------ |
| 1999년 9월 18일  | Dreams Come True | VCD, VHS | Sego Entertainment |
| 1999년 12월 23일 | S.E.S. NCD       | VCD      | Palette Music      |

### 콘서트 실황 영상집
| 발매일          | 타이틀               | 형태 | 유통사             |
| --------------- | -------------------- | ---- | ------------------ |
| 2000년 6월 16일 | S.E.S. First Concert | VHS  | Sego Entertainment |
| 2000년 6월 23일 | S.E.S. First Concert | VCD  | Sego Entertainment |

### 뮤직 비디오
| 곡제목                  | 연도   | 감독   |
| ----------------------- | ------ | ------ |
| I'm Your Girl           | 1997년 | 홍종호 |
| Oh! My Love             | 1998년 | 홍종호 |
| Dreams Come True        | 1998년 | 홍종호 |
| 너를 사랑해             | 1999년 | 홍종호 |
| Love                    | 1999년 | 홍종호 |
| Twilight Zone           | 1999년 | 전승호 |
| 감싸 안으며             | 2001년 | 김찬   |
| Be Natural              | 2001년 | 홍종호 |
| 꿈을 모아서             | 2001년 | 홍종호 |
| U                       | 2002년 | 이철하 |
| Just A Feeling          | 2002년 | 이종구 |
| S.II.S. (Soul To Soul)  | 2002년 | 이상규 |
| REMEMBER                | 2017년 | 김범철 |
| 한 폭의 그림 (Paradise) | 2017년 | 김우제 |